# Aperibé
Aperibé is een gemeente in de Braziliaanse deelstaat Rio de Janeiro. De gemeente telt 9.556 inwoners (schatting 2009).
De gemeente grenst aan Cambuci, Itaocara en Santo Antônio de Pádua.